# Distretto militare meridionale
Il Distretto militare meridionale (in russo Южный военный округ?, Južnyj voennyj okrug) è un distretto militare delle Forze armate della Federazione Russa con base a Rostov sul Don capoluogo dell'oblast' di Rostov.

## Storia
Il Distretto militare meridionale (JuVO) è stato costituito il 4 ottobre 2010 in conformità con il decreto del Presidente della Federazione Russa del 20 settembre 2010 "Sulla divisione militare-amministrativa della Federazione Russa" sulla base del Distretto militare del Caucaso Settentrionale (SKVO). Comprendeva anche la Flotta del Mar Nero, la Flottiglia del Caspio e il 4º Commando aereo (4ª Armata aerea dal 2015).
Con l'annessione della Crimea da parte della Russia, avvenuta nel 2014, la penisola è stata incorporata nel Distretto militare meridionale russo. Nel 2017, è stata costituita l'8ª Armata combinata, la quale è stata posta sotto il comando dello JuVO. L'anno successivo, nel 2018, al distretto è stato assegnato l'Ordine di Suvorov. Inoltre, a seguito dell'annessione non riconosciuta delle oblast' ucraine di Doneck, Luhansk, Zaporižžja e Cherson, la supervisione militare di tali regioni è stata trasferita al medesimo distretto militare.
Durante la rivolta del gruppo mercenario Wagner del giugno 2023, il quartier generale di Rostov è stato occupato temporaneamente dai militanti di Evgenij Prigožin. Un mese dopo l'11 luglio, il vice comandante del distretto Oleg Cokov è stato ucciso in un attacco missilistico a Berdjans'k. In questo attacco è anche morto il vice comandante dell'OMON "Berkut-Jug" dell'Inguscezia, tenente colonnello Khasan Temurziev.
Nell'aprile 2024, l'intelligence ucraina ha affermato che circa 18.000 soldati russi avevano disertato il distretto militare meridionale, tra cui 2.000 soldati a contratto e 10.000 soldati mobilitati.

## Struttura

### Forze terrestri

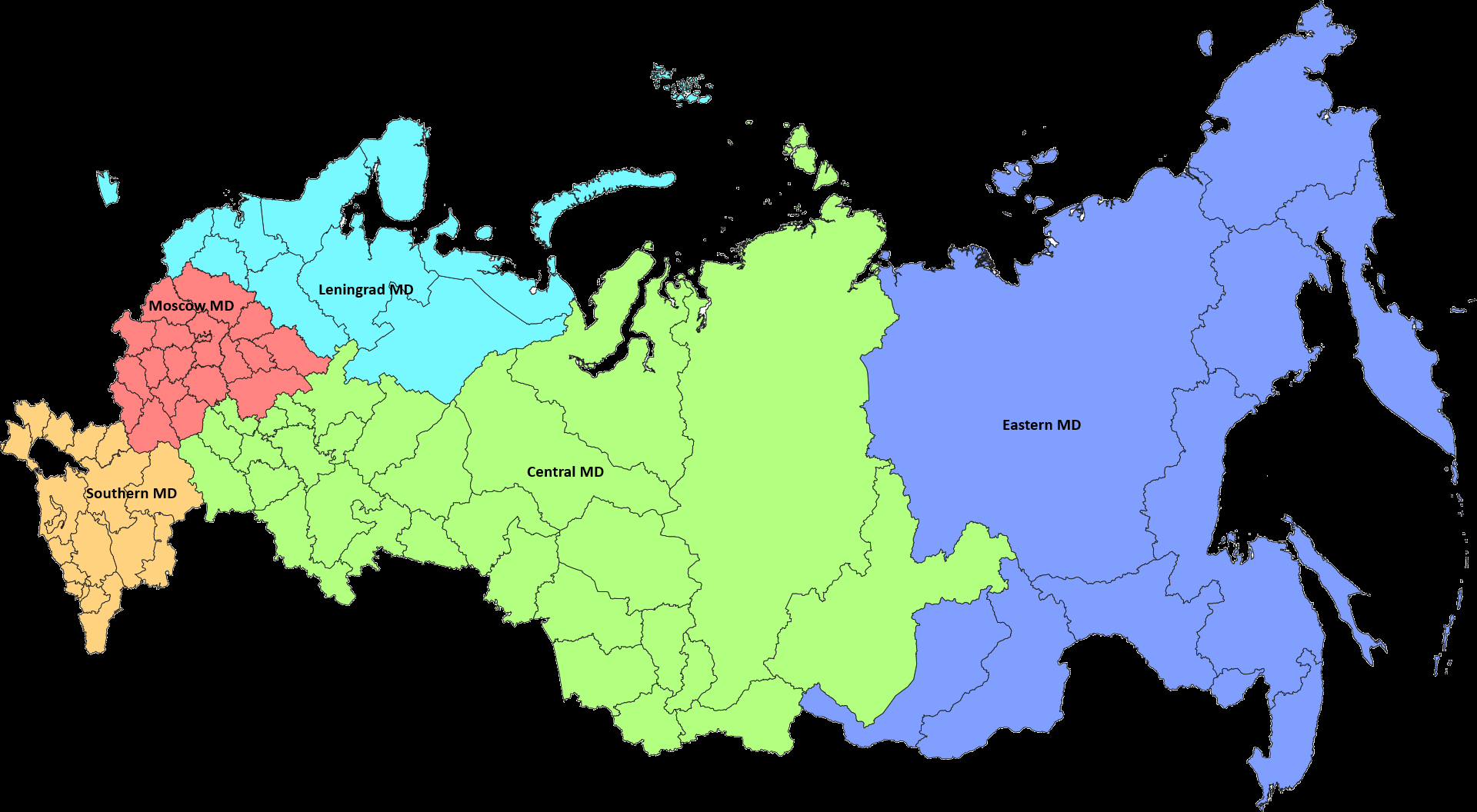
Mappa dei distretti militari russi del 2024;
Distretto militare meridionale

Distretto militare meridionale
- 3ª Armata combinata delle guardie "Lugansk-Severodoneck"
  -  4ª Brigata fucilieri motorizzata
  -  6ª Brigata fucilieri motorizzata cosacca delle guardie "Lysyčans'k-M. I. Platov"
  -  7ª Brigata fucilieri motorizzata delle guardie "Čystjakove"
  - 85ª Brigata fucilieri motorizzata
  -  88ª Brigata fucilieri motorizzata
  -  123ª Brigata fucilieri motorizzata delle guardie "Eroe dell'Unione Sovietica Kliment Vorošilov"
  -  2ª Brigata artiglieria delle guardie
  - 201º Reggimento fucilieri motorizzato
  - 202º Reggimento fucilieri motorizzato
  - 204º Reggimento fucilieri motorizzato
  - 206º Reggimento fucilieri motorizzato
  - 208º Reggimento fucilieri motorizzato
  - 1102º Reggimento fucilieri motorizzato
- 8ª Armata combinata delle guardie
  -  20ª Divisione fucilieri motorizzata delle guardie "Ciscarpazia-Berlino"
  -  150ª Divisione fucilieri motorizzata delle guardie "Idrica-Berlino"
  -  238ª Brigata artiglieria delle guardie
  -  47ª Brigata missilistica delle guardie "Zaporižžja-Odessa"
  - 78ª Brigata missilistica contraerea
  - 133ª Brigata comando
  - 33º Reggimento genio delle guardie
  - 39º Reggimento difesa NBC
- 18ª Armata combinata
  -  40º Corpo d'armata
    - 47ª Divisione fucilieri motorizzata
    - 144ª Brigata fucilieri motorizzata

  -  70ª Divisione fucilieri motorizzata
  - 74ª Brigata artiglieria
  - 133ª Brigata logistica
- 49ª Armata combinata
  -  34ª Brigata fucilieri motorizzata da montagna delle guardie
  -  205ª Brigata fucilieri motorizzata cosacca delle guardie
  -  227ª Brigata artiglieria delle guardie "Tallinn"
  -  1ª Brigata missilistica delle guardie "Orša"
  -  90ª Brigata missilistica contraerea
  -  66ª Brigata comando "Odessa"
  - 99ª Brigata logistica
  - 17º Reggimento difesa NBC
  - 32º Reggimento genio
  -  7ª Base militare "Krasnodar" (Gudauta, Abcasia, Georgia)
- 51ª Armata combinata delle guardie "Doneck"
  -  1ª Brigata fucilieri motorizzata delle guardie "Slavjansk"
  -  5ª Brigata fucilieri motorizzata delle guardie "A. V. Zacharčenko"
  -  9ª Brigata fucilieri motorizzata delle guardie "Mariupol-Khingan"
  -  110ª Brigata fucilieri motorizzata delle guardie
  -  114ª Brigata fucilieri motorizzata delle guardie "Enakievo-Danubio"
  -  132ª Brigata fucilieri motorizzata delle guardie "Gorlovka"
  -  14ª Brigata artiglieria delle guardie "Kal'mius"
  - 91º Reggimento fucilieri motorizzato
  - 98º Reggimento fucilieri motorizzato
  - 103º Reggimento fucilieri motorizzato
  - 107º Reggimento fucilieri motorizzato
  - 115º Reggimento fucilieri motorizzato
  - 125º Reggimento fucilieri motorizzato
  - 127º Reggimento fucilieri motorizzato
  - 131º Reggimento fucilieri motorizzato
- 58ª Armata combinata delle guardie
  -  19ª Divisione fucilieri motorizzata "Voronež-Šumen"
  -  42ª Divisione fucilieri motorizzata delle guardie "Jevpatorija"
  -  136ª Brigata fucilieri motorizzata delle guardie "Uman-Berlino Apšeronsk"
  -  291ª Brigata artiglieria delle guardie
  -  12ª Brigata missilistica delle guardie
  -  67ª Brigata missilistica contraerea
  -  100ª Brigata ricognizione delle guardie
  -  34ª Brigata comando
  - 78ª Brigata logistica
  - 31º Reggimento genio
  - 40º Reggimento difesa NBC
  - 74º Reggimento comunicazioni
  -  4ª Base militare delle guardie "Vapnjarka-Berlino" (Tskhinvali, Ossezia del Sud, Georgia)
- 102ª Base militare (Erevan e Gyumri, Armenia)
  - 988º Reggimento missilistico contraereo
- 10ª Brigata specnaz delle guardie (GRU)
- 22ª Brigata specnaz delle guardie (GRU)
- 346ª Brigata specnaz delle guardie (GRU)
- 439ª Brigata artiglieria lanciarazzi delle guardie "Perekop"
- 40ª Brigata missilistica delle guardie
- 77ª Brigata missilistica contraerea delle guardie
- 11ª Brigata genio delle guardie "Kingisepp"
- 19ª Brigata guerra elettronica
- 28ª Brigata difesa NBC
- 37ª Brigata ferroviaria
- 39ª Brigata ferroviaria
- 175ª Brigata comando "Luninec-Pinsk"
- 176ª Brigata comunicazioni
- 10º Reggimento manutenzione
- Flotta del Mar Nero
  -  22º Corpo d'armata
    -  126ª Brigata difesa costiera delle guardie "Gorlovka"
    -  127ª Brigata ricognizione
    -  8º Reggimento artiglieria delle guardie
    -  1096º Reggimento missilistico contraereo
    - 4º Reggimento difesa NBC

  -  810ª Brigata fanteria di marina delle guardie "60º Anniversario dell'URSS"
  - 11ª Brigata artiglieria costiera
  - 15ª Brigata missilistica costiera delle guardie
  - 68º Reggimento genio navale
  - 854º Reggimento missilistico costiero
- Flottiglia del Caspio
  -  177º Reggimento fanteria di marina delle guardie

### Forze aviotrasportate
- 7ª Divisione d'assalto aereo da montagna delle guardie
  -  56º Reggimento d'assalto aereo delle guardie "Cosacchi del Don"
  -  108º Reggimento d'assalto aereo delle guardie "Cosacchi del Kuban"
  -  247º Reggimento d'assalto aereo delle guardie "Cosacchi del Caucaso"
  -  1141º Reggimento artiglieria delle guardie

### Forze aerospaziali
- 4ª Armata aerea delle guardie
  -  31ª Divisione difesa aerea
  - 51ª Divisione difesa aerea
  -  1ª Divisione aerea mista delle guardie "Baranavičy"
  - 4ª Divisione aerea mista
  - 27ª Divisione aerea mista
  - 16ª Brigata aviazione dell'esercito delle guardie
  - 55º Reggimento elicotteri delle guardie "Sebastopoli"
  - 487º Reggimento elicotteri
  - 3624ª Base aerea
  - 3661ª Base aerea

## Comandanti
Il comandante del JuVO controlla tutte le formazioni militari dei diversi reparti delle forze armate russe di stanza del distretto, ad eccezione delle forze missilistiche strategiche e delle forze di difesa aerospaziale. Le formazioni militari delle truppe interne del ministero degli Interni, le truppe di frontiera dell'FSB, del ministero delle situazioni di emergenza e altri ministeri e agenzie della Russia, che svolgono compiti nel territorio del distretto, sono anche subordinate operativamente al comandante del JuVO.
Dall'istituzione del distretto, i comandanti sono stati:
- Colonnello generale Aleksandr Galkin (2010 - 2016)
- Generale d'armata Aleksandr Dvornikov (2016 - 2023)
- Colonnello generale Sergej Kuzovlev (2023 - 2024)[9]
- Colonnello generale Gennadij Anaškin (maggio - novembre 2024)[10] ad interim
- Colonnello generale Aleksandr Sančik (novembre 2024 - in carica)[11]